# Georges Ricquier
Pour les articles homonymes, voir Ricquier.
Ne doit pas être confondu avec Georges Riquier.
Georges Ricquier, né le 16 novembre 1902 et mort le 15 septembre 1963 est un architecte belge.
Il suit l'Académie royale des beaux-arts de Bruxelles où il est l'élève de Victor Horta. Il part ensuite en 1930 aux États-Unis faire un stage à l'atelier de l'architecte Whitney Warren. De retour en Belgique, sa première commande importante est la transformation des Halles de Bruxelles en magasin de grande surface. Il va par la suite construire plusieurs maisons bourgeoises et hôtels particuliers dans la capitale belge. Il construit un immeuble d'appartements à Ixelles et fait des aménagements ou transformations de locaux existants comme la pharmacie Liberty, avenue de la Toison d'or ou le Palace Hôtel. En 1938, il est chargé par la Compagnie maritime belge de l'aménagement des 1re classe de son nouveau paquebot, le Baudouinville. Après la guerre, il travaillera de nouveau avec cette compagnie maritime, lui construisant à Léopoldville (actuelle Kinshasa), alors capitale du Congo belge, son agence maritime internationale et un quartier résidentiel pour son personnel. En 1947, l'État belge lui demande de faire le plan d'aménagement de Léopoldville et le choisit pour réaliser le pavillon du Congo à l'Exposition universelle de 1958 à Bruxelles. Il réalise également des complexes administratifs, dont la Cité administrative de l'État, en Belgique et le palais du Cinquantenaire, au Congo belge